# Elbow (Saskatchewan)
Elbow est une communauté située dans la province de la Saskatchewan, dans le centre-sud.